# El Rubius
Rubén Doblas Gundersen (Mijas, 13 de febrero de 1990), más conocido como El Rubius, es un youtuber, streamer e influencer hispano-noruego, reconocido por sus videos de entretenimiento basados en gameplays, sketches, parodias, montajes y videoblogs.
Con más de 800 vídeos subidos, 9 mil millones de visualizaciones y 40 millones de suscriptores, fue el mayor usuario de YouTube en España hasta 2023, y estuvo entre los 50 canales con más suscriptores de la plataforma en el mundo durante 2013 y 2021. En Twitch es el quinto usuario con más seguidores del mundo, con 15 millones.
En 2016 la revista Time lo incluyó en su lista de «líderes de la próxima generación» y lo nombró un «conquistador online». En 2018 obtuvo el récord mundial de espectadores en vivo durante una transmisión en línea de YouTube, por un torneo presencial del videojuego Fortnite.

## Biografía
Rubén Doblas Gundersen nació el 13 de febrero de 1990, en la localidad de Mijas, Málaga. Hijo de Bente Gundersen, de nacionalidad noruega, y padre español, tiene una hermana menor, Liv, por parte materna, y dos hermanos vía paterna. Cuando tenía tres años, sus padres se divorciaron, y su madre se mudó a Bergen junto a Rubén, donde volvió a emparejarse junto a otro ciudadano español llamado Héctor, a quien Rubius se suele referir como "El Padrino" en sus vídeos. Debido a eso, se mudó a Madrid, donde cursó su educación primaria y parte de la secundaria. Su primera consola fue una Super Nintendo, a lo cual Doblas admitió que fue fundamental para desarrollar su amor hacia los videojuegos y la cultura friki, y que si no hubiera sido por eso jamás hubiera llegado a lo que fue. A los 12 años, fue diagnosticado de déficit de atención e hiperactividad.
Con 16 años, en su etapa de instituto, sus padres volvieron a separarse, por lo que se reinstaló junto a su madre de nuevo en Bergen. Rubius confesó que, a esa edad en Noruega, fue arrestado mientras filmaba un proyecto para la escuela por llevar armas falsas. Finalizó sus estudios y regresó a España junto al Padrino, donde trabajó como becario y en un supermercado antes de ingresar en la escuela Arteneo de Madrid para estudiar Animación y modelado 3D.

## Carrera en internet

### 2006-2011: Primer canal e inicios
Doblas creó su primer canal en YouTube el 3 de abril de 2006 bajo el nombre de elrubius, a quien Rubén alegó ser un juego de palabras que referencian a su nombre y el hecho de que tenía cabello rubio cuando era pequeño. Su primer vídeo público se subió el 8 de diciembre de 2006, el cual era un montaje humorístico del videojuego Grand Theft Auto IV en inglés. Durante 2011, empezó a subir vídeos de forma regular de montajes del videojuego, Skyrim, que acababa de ser lanzado, a los cuales Rubius comentaba situaciones inusuales y humorísticas. En enero del 2012, pese a la creciente popularidad de sus videos, anunció que se cambiaba de cuenta, porque la que tenía en ese momento no podía asociarse a un contrato con la network Machinima, Inc. debido a cumplir tres denuncias por incumplimiento de derechos de autor.

### 2012-2013: Crecimiento y popularidad
El 19 de diciembre del 2011 Doblas volvió a crear otro canal bajo el nombre de elrubiusOMG, donde en enero empezó a subir de nuevo sus antiguos montajes de Skyrim, además de otros montajes donde comentaba situaciones humorísticas en diversos videojuegos como Battlefield y Happy Wheels, que en aquel momento era un formato muy popular en la plataforma. Rubius fue uno de los pioneros en hacer conocido este tipo de vídeos en la comunidad hispanohablante, y su popularidad empezó a incrementar de manera notable. El 28 de enero de 2012, subió el vídeo «MI CARA», donde revelaba su identidad por primera vez en YouTube. Alrededor de esta época, creó un segmento en su canal llamado «(X videojuego) en 1 minuto», donde intentaba resumir, de manera irónica y humorística, un videojuego. La sección se convirtió en una de las más virales de YouTube en España en ese momento. El 14 de marzo de 2012 subió una parodia de la canción de Chayanne, Torero, a la cual le modificó su título y letra a «Minero», en alusión al videojuego Minecraft, el cual se basaba la parodia. Debido a que la popularidad del videojuego era emergente en esa época, el vídeo se volvió sumamente viral, y a día de hoy es el vídeo más visto en la historia del canal, con casi 100 millones de visualizaciones. La popularidad del canal y Rubius continuó subiendo en alza, y el 27 de abril de 2012 alcanzó los 100 mil suscriptores, a los cuales Rubius festejó haciendo un streaming en YouTube contestando preguntas de sus seguidores.
El 22 de julio de 2012 el canal alcanzó los 200 mil suscriptores. El 29 de julio subió un vlog donde se reunía por primera vez en persona con Mangel (Miguel Ángel Rogel), otro youtuber español a quien conoció en foros de internet cuando eran adolescentes, anunciando que ambos pasarían a vivir juntos en Madrid al conseguir un contrato con una productora llamada BGames, en donde debían dedicarse a crear vídeos para la plataforma. El 16 de septiembre de 2012 elrubiusOMG alcanzó los 300 mil suscriptores. El 7 de octubre de 2012 Doblas subió un vídeo donde indagaba en Chatroulette, una página de videoconferencias, donde mostraba situaciones humorísticas en sus conversaciones con extraños que la página te hacía tener, y tres días después subió una colaboración con Willyrex, el youtuber más grande de España en ese momento. Una semana después, el canal alcanzó los 400 mil suscriptores. En diciembre, el canal alcanzó los 500 mil suscriptores, a los cuales Rubius anunció subiendo un montaje de él mismo, y se convirtió en el canal con más suscriptores en España, superando a Willyrex. También durante este mes fue parte de un evento del canal de televisión de España Visto lo visto, donde hizo una presentación en vivo junto a Mangel.

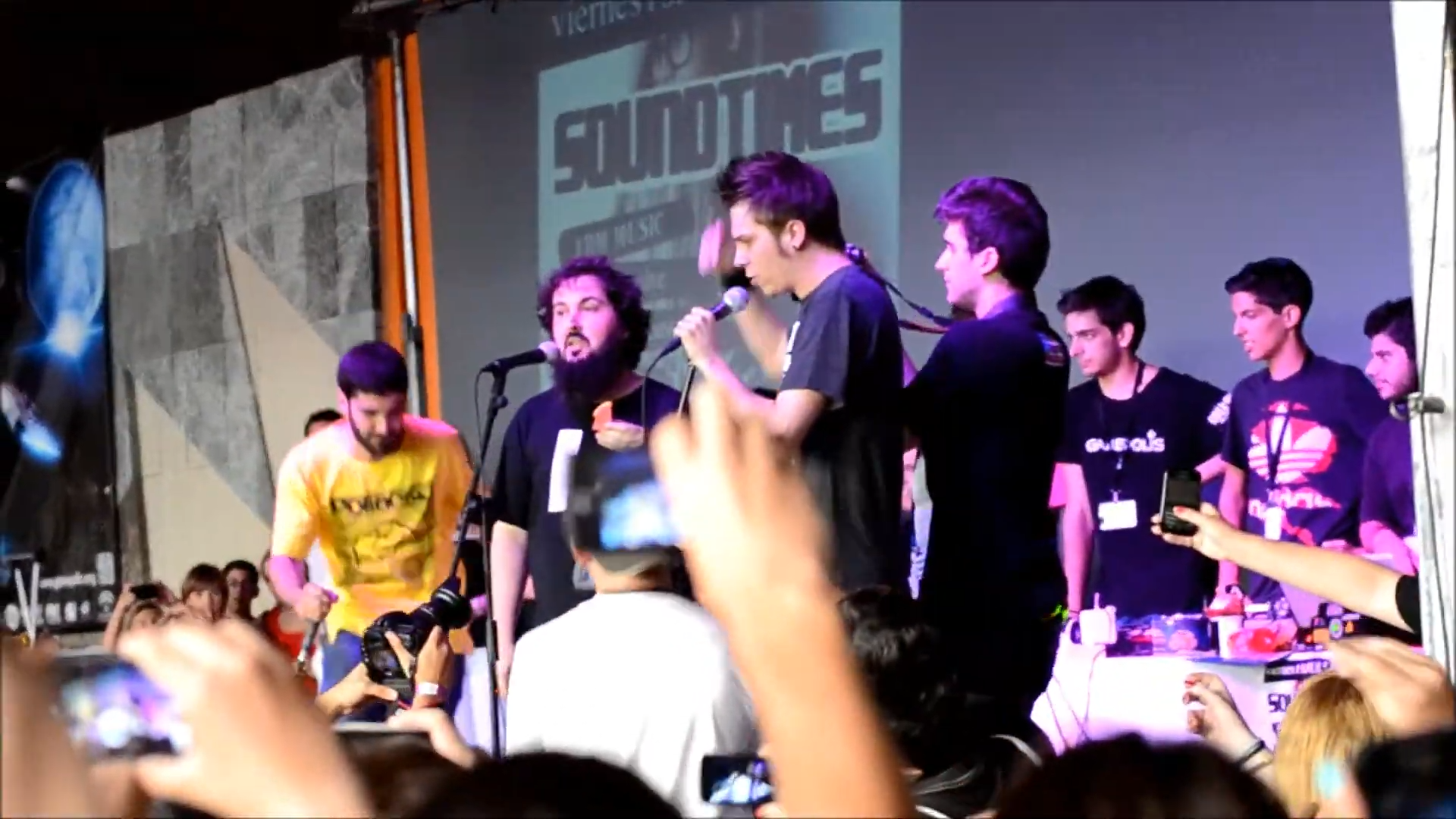
Rubius con Cheeto, Loulogio y Mangel en en el Gamepolis de Málaga (2013).

En enero de 2013, empezó otro segmento llamado «Meet The Rubius» (en alusión a una popular serie de vídeos del videojuego Team Fortress 2 en YouTube), donde Rubius contaba anécdotas de su vida personal. En un lapso de dos meses, el 18 de febrero de 2013 el canal alcanzó el millón de suscriptores, entrando en los 10 canales hispanohablantes que tenían esa marca (o más) para esa época. Tan solo dos meses después, el canal obtuvo los dos millones de suscriptores. En junio de 2013, fue invitado por Ubisoft España como creador de contenido para el E3. En julio, asistió al evento de Gamepolis en Málaga junto a Mangel y otros creadores de contenidos famosos de YouTube. El 16 de octubre, dio un reportaje a televisión abierta en Noruega sobre su trayectoria en YouTube. Durante todo 2013, junto a HolaSoyGermán, Yuya, enchufetv y Werevertumorro, elrubiusOMG se ubicó entre los 5 canales con más suscriptores de toda hablahispana, finalizando el año con 4 millones de suscriptores.

### 2014-2015: 10 millones de suscriptores, apariciones en medios y otros proyectos
El 15 de enero de 2014, Rubén Doblas apareció por primera vez en televisión abierta española, al dar una entrevista para el programa En el aire de La Sexta junto al periodista Pau García-Milà. En marzo de 2014, elrubiusOMG superó los seis millones de suscriptores y lo celebró en un concierto del DJ Skrillex en Barcelona. Durante esta época, su canal alcanzaría más popularidad gracias a sus vlogs en festivales de música electrónica, como el Ultra Music Festival o Tomorrowland. Además continuaría haciendo varias apariciones en eventos de videojuegos junto a Ubisoft. El 25 de mayo, subió un vídeo anunciando el lanzamiento de su primer libro interactivo, El Libro Troll, convirtiéndose en uno de los primeros youtubers en indagar por este medio. El libro fue altamente criticado, pero fue el puntapié para el lanzamiento de varios libros más por parte de creadores de contenido. En septiembre realizó una entrevista por radio para Vodafone yu, promocionando su nuevo libro. Durante ese mismo mes, lanzó un vídeo llamado «50 cosas sobre mí», una tendencia en ese momento en YouTube, donde Rubius daba 50 hechos sobre él, pero al final comentaba que su situación actual con la fama lo estaba agobiando y afectando en su vida ordinaria. Además confesó que «si los youtubers no estuviéramos haciendo dinero por esto, no tendríamos ni el 50% de haters que tenemos». El 25 de septiembre, anunció a través de un video que Microsoft lo contactó para realizar un doblaje al español para el videojuego Sunset Overdrive. El 20 de octubre, recibió el premio del Botón de Oro de YouTube, para registrar su marca del millón de suscriptores. El 19 de noviembre, hizo un stream donde reaccionaba en directo el alcance del canal de los 9 millones de suscriptores. El 9 de diciembre, Rubius subió un video donde se quejaba por el sistema de comentarios de YouTube, donde alegaba el uso desmedido de spam, alegando que «entiendo que todos quieran empezar en YouTube, el problema es que todos lo quieren hacer por el dinero». 
En febrero de 2015 se convirtió en el primer canal español en alcanzar los diez millones de suscriptores. En abril participó de la primera edición del Club Media Fest en Argentina, un tour por Sudamérica de Youtubers y creadores de contenido. El 2 de junio participó de una entrevista en Antena 3 en el programa Al rincón de pensar junto al periodista Risto Mejide, donde Rubius accedió a llorar luego de contar que estaba sufriendo depresión por culpa del agobio de la fama y de la distancia de sus familiares. En septiembre, anunció el lanzamiento de su cómic manga de ciencia ficción Virtual Hero a través de la editorial Planeta. En octubre de 2015 YouTube organizó una gala para conmemorar su décimo aniversario, donde Rubius y el también youtuber español Vegetta777 recibieron el premio «Botón de diamante» que se otorga a los canales con más de diez millones de suscriptores. Durante ese mismo mes, participio de la segunda edición del Club Media Fest en Argentina y Chile. En diciembre, realizó una colaboración en un video junto a la cantante española Edurne bailando en el videojuego Just Dance.

### 2016-2018: Problemas con la prensa y la censura, directos e hiato
En febrero de 2016, Rubius denunció a través de un video que el periódico español El Mundo había distorsionado y manipulado una entrevista que el mismo concedió, con el fin de «vender más». En ese mismo vídeo, anunció que no daría más reportajes ni entrevistas para la prensa. En abril, participó de la edición en Colombia del Club Media Fest, donde Rubius realizó una presentación mezclando música electrónica en vivo, y recibió el premio «Youtuber del año» en la primera ceremonia de Play Awards celebrada en Palma de Mallorca. En mayo participó de un evento de YouTube en Nueva York junto a los youtubers más importantes del mundo, y donde conoció en persona a PewDiePie. Durante ese mismo organizó un evento para mayores de 18 años en Barcelona donde realizó un concierto mezclando música. En junio, anunció el lanzamiento de la segunda parte de Virtual Hero, La torre imposible.  Tras superar los veinte millones de suscriptores en agosto, Rubius hizo un gran sorteo mediante un tuit que decía: LIMONADA. A fecha de septiembre de 2019, es el quinto tuit más compartido de toda la historia.

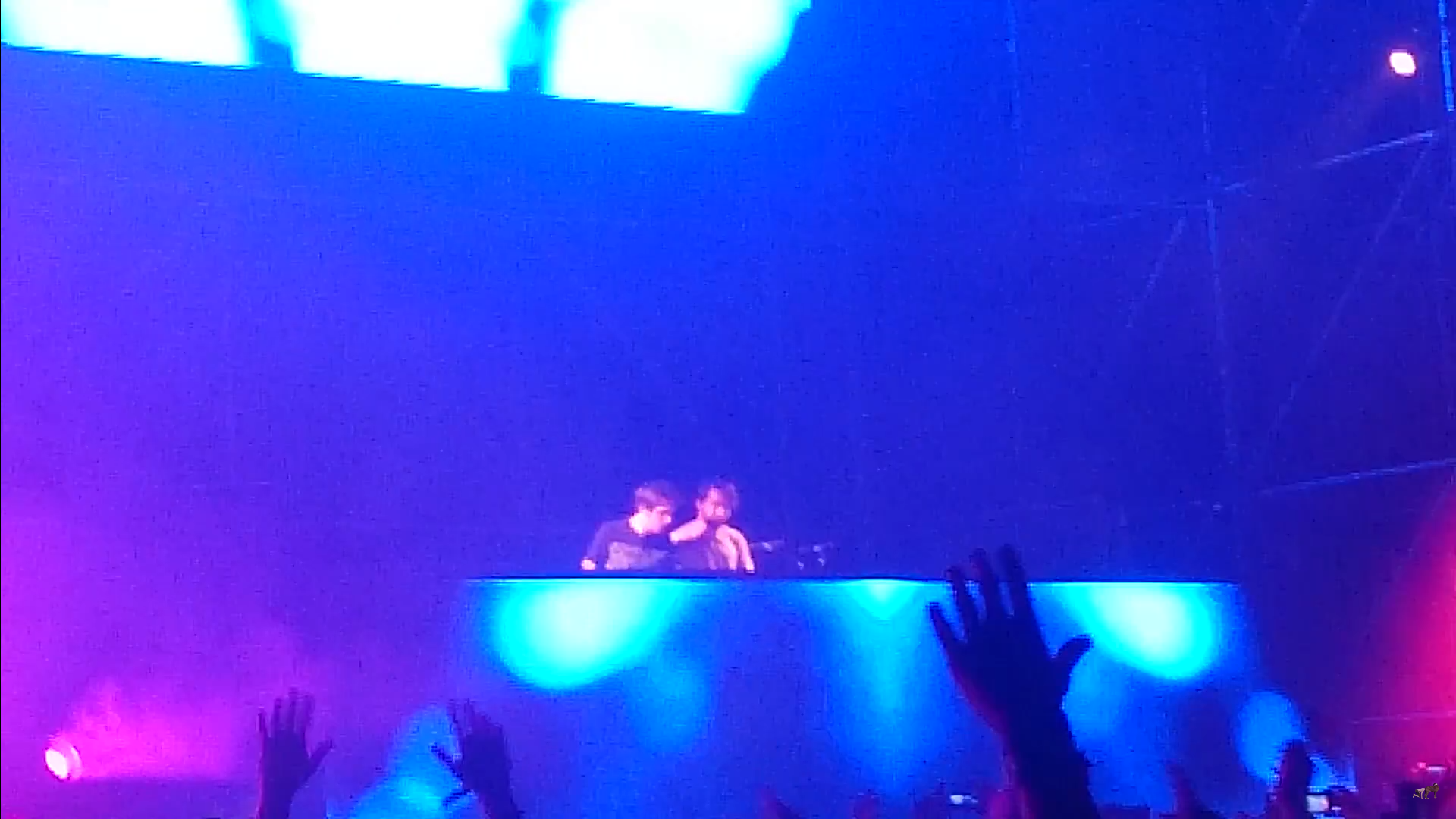
El Rubius con el DJ Oliver Heldens en el festival A Summer Story (2016).

En septiembre, subió un video criticando el sistema de nuevas normas de YouTube en contra de la censura, donde Rubius bromeó que iba a tener que cambiar su estilo ya que «no quería perder su partner y que le encantaba su dinero». Sin embargo, durante el vídeo, pasó a quebrar todas las nuevas reglas impuestas, con el video siendo desmonetizado y teniendo una restricción de edad. Solo un par de semanas después, subió otro video denunciando que una nueva revista dedicada a chismes sobre youtubers había filtrado fotos suyas junto a su pareja en sus vacaciones, declarando «Yo no puedo creer como sigue siendo legal esta mierda de seguir invadiendo la privacidad de las personas en pleno 2016». En diciembre formó parte de la promoción de la película Passengers, realizando un vídeo en colaboración con Jennifer Lawrence y Chris Pratt, protagonistas de la película. Luego, durante una entrevista a Lawrence en el late night show de Jimmy Kimmel el vídeo y Rubius serían mencionados.
En 2017 Rubius empezaría a cambiar su contenido de videos regulares por directos prolongados. En abril anunció que formaría parte de una serie de anuncios para Fanta. En junio participó de la edición del Club Media Fest en México, y en octubre la de Perú. En ese mismo mes también anunció en un video que se realizará una serie anime de Virtual Hero por Movistar+. En marzo de 2018 Rubius lanzó un video llamado «La verdad sobre Rubius», donde hacía una analogía de su personalidad en sus videos en YouTube y en la vida real presentando a un «gemelo» suyo llamado Rubén. El video contó con muy buena recepción por su parte de seguidores, y tuvo más de 2 millones de «me gusta». El día 25 de ese mismo mes organizó un torneo del videojuego Fortnite que reunió a cien youtubers de habla hispana que llegó a congregar a más de un millón de espectadores, convirtiéndose en la retransmisión de un videojuego más vista de la historia. El 25 de mayo del mismo año anunció que se retiraría de YouTube por un tiempo debido a que en los meses previos empezó a sentir estrés, ansiedad y nervios al momento de grabar vídeos y hacer directos. En octubre, Rubius regresó y publicó su documental autobiográfico titulado De Rubén a Rubius de Movistar+.

### 2019-presente: Cambio de plataforma a Twitch,MadKaty colaboraciones

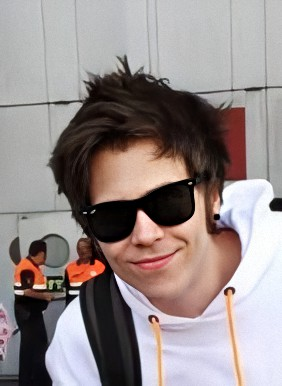
El Rubius en 2020.

Luego de su regreso, Rubius anunció que empezaría a hacer directos en Twitch, y priorizaría esa plataforma por sobre YouTube, a quien tomaría más como un trabajo secundario. Además retomó la actividad de su viejo canal original elrubius, el cual renombraría a Rubius Z, para resubir su contenido en Twitch ahí. En mayo anunció que Epic Games se contactó con él para realizar una competencia en Fortnite donde los jugadores debían pasar en speedrun un mapa suyo, y el ganador se llevaba 3 millones de euros.
Durante enero de 2020 realizó una promoción para la película Bad Boys For Life, donde subió un video junto a los protagonistas de la película Will Smith y Martin Lawrence. En febrero realizó una transmisión en YouTube donde hacía una cuenta atrás para el estreno de la temporada 2 del anime de Virtual Hero. En julio, subió un adelanto por Twitter donde iba a realizar un anuncio en respuesta a varios rumores sobre la renovación de su contrato con Amazon. El 15 de julio, subió un video a YouTube llamado «La decisión final», donde imitaba el video del anuncio del fichaje del realizador de directos Ninja a la plataforma de streaming Facebook Gaming, pero en realidad Doblas anunció que se quedaba. En noviembre, para celebrar el haber llegado a los 39 millones de suscriptores en su canal, Rubius subió un video en su canal de YouTube donde comentó sobre la masividad de su comunidad y de los efectos negativos que tiene esto en redes sociales.  En noviembre de 2020, protagonizó un anuncio publicitario de la PlayStation 5 en España, junto a otros youtubers y figuras públicas del país.
En septiembre de 2021, Rubius anunció por su cuenta de Twitter que iba a realizar un stream benéfico en Twitch para ayudar a las familias afectadas por la erupción del volcán de La Palma, la cantidad total recaudada fueron 10 mil euros. Pero lamentablemente el realizador de directos recibió críticas en Twitter, haciendo que su nombre se convirtiera Trending Topic, las críticas fueron a raíz de la polémica que tuvo a inicios del año 2021 con su mudanza a Andorra. El 14 de octubre de ese mismo año, anuncia la colaboración de su marca de ropa MadKat (RubiusCorp) y Batman personaje de DC Comics, la colección incluía sudaderas y camisetas con los logos del superhéroe y de Rubius. Convirtiéndose así en el primer creador de contenido en colaborar junto con Warner Bros. Consumer Products y DC Comics.
Con motivo del décimo aniversario de su primer vídeo en YouTube, Amazon Prime Video anunció mediante la Joven Orquesta Sinfónica de Barcelona tocando el tema 'Minero' el estreno de Rubius X, un documental acerca del youtuber para la plataforma de 'streaming' a principios del próximo año en más de 240 países.
El 11 de mayo de 2022, Rubius anuncia una colaboración entre su marca de ropa «MadKat» y Rick y Morty franquicia perteneciente a Warner Bros. Consumer Products. Esta es la segunda colaboración que realiza el creador de contenido con la compañía.
El 21 de junio del mismo año, Rubius anuncia una colaboración entre su marca de ropa «MadKat» y la creadora de contenido Ari Gameplays con motivo de auspiciar a esta última en el evento de competencia de boxeo «La Velada del Año II» la cual alcanzó un récord histórico en la plataforma de Twitch llegando a tener un pico de más de 3.3 millones de viewers en simultáneo.
El 5 de junio de 2023, Rubius anuncia una colaboración entre su marca de ropa «MadKat» y Naruto franquicia perteneciente al coloquialmente denominado Big Three —en español: «Los 3 Grandes»— que es el título que reciben los tres manganimes que condujeron a la popularidad mundial del anime en la década de los años 2000. Fue la primera vez que esta franquicia colabora con un creador de contenido.

## Estilo de contenido, recepción e impacto
Los contenidos de los canales de Rubius son primoridalmente gameplays, sketches, videoblogs, y montajes, mayormente relacionados con videojuegos, con la particularidad de que son hechos con humor, sátira y sarcasmo. Uno de los puntos más notorios de su éxito y viralidad en sus videos se deben al carisma, naturalidad, sencillez y lenguaje directo que Doblas tiene, además de conectarse con su audiencia y entablar una fuerte conexión con la gente (que promedia entre 14 y 23 años) que se identifica con él. A diferencia de otras personalidades de televisión o creadores de contenido, Rubén no interpreta un personaje, sino que solo se demuestra de forma natural, lo que lo llevó a una mayor aceptación de las masas.
Cuando apareció por primera vez en las tendencias de YouTube en 2012, el público acostumbraba a comentadores como Willyrex, que buscaban resaltar los detalles de un videojuego, además de resumir jugadas en varias partidas en línea. El Rubius ofreció un cambio de aire fresco, con un contenido más dinámico y más editado, además de realizarlo con un humor ácido, negro, absurdo y surrealista. Doblas admitió que tomó mucha inspiración de la comunidad norteamericana de YouTube, que en ese momento estaba en pleno auge. A medida que su canal iba creciendo exponencialmente, Rubius indagó en otro tipo de contenidos como challenges o videovlogs, que lanzaron aún más su popularidad. Sin embargo, debido a que sus números crecieron, su contenido políticamente incorrecto fue disminuyendo debido a la crítica y poca aceptación que obtenía.
La revista GQ lo describió como «la encarnación palpitante de una brecha generacional», además de comentar: «Sus vídeos encapsulan una mentalidad de instituto que nunca, jamás, pensaríamos que se vería legitimada dentro de una plataforma tan multitudinaria. Ese ha sido su verdadero triunfo: convertir una cosa tan pasajera como la inmadurez adolescente, o la torpe búsqueda de identidad a través del exabrupto o la chorrada, en puro espectáculo». El New York Times lo describió como: «En los vídeos siempre queda patente que vive entre dos dimensiones, la de la pantalla con su audiencia masiva y la de su habitación (de hotel cuando viaja), su gato y sus amigos. Esa doble realidad conduce en El libro troll, los cómics y la serie de anime». En 2022 fue portada de la revista Forbes para la sección «mejores gamers del 2022», donde además estimó que sus ganancias superaban los 3 millones de euros.

## Vida privada
Desde 2016, mantiene una relación sentimental con la modelo española Irina Isasia. En una transmisión en directo, Rubius afirmó que le atraían tanto hombres como mujeres, declarando: «Sí, me gustan los dos. Yo soy bisexual». Posteriormente, señaló que algunos medios habían interpretado sus palabras literalmente y comentó que «se lo tomaron demasiado en serio», lo que generó debate sobre si se trataba de una declaración formal o de una broma.

### Polémica por mudanza a Andorra
Durante enero de 2021, Rubén Doblas anunció por una transmisión en Twitch que iba a mudarse a Andorra para vivir más cerca de sus amigos y evitar el reconocimiento público que tenía viviendo en Madrid. Esto causó polémica en las redes sociales ya que varios youtubers y streamers habían tomado esta iniciativa con el motivo de la menor carga fiscal que hay en ese país. El 30 de enero, Rubius sacó un comunicado a través de su cuenta de Twitter en respuesta a las críticas que había recibido por su anuncio. En el, manifestó: «Llevo estos 10 años de youtuber pagando casi la mitad de lo que he ganado en impuestos. Y estoy muy contento de haberlos pagado. Lo que me molesta es que, aunque lleve desde el día uno haciendo las cosas bien y de manera legal, como, sin duda, deben de hacerse, Hacienda me haya tratado como si fuera un 'delincuente'».
Durante el mismo comunicado denunció que un funcionario de Hacienda en España cargó contra él en los medios por la decisión que había tomado, tomándola como poco ética. El exvicepresidente del gobierno de España Pablo Iglesias Turrión criticó esta decisión a través de su cuenta de Twitter, retuiteando un tuit donde el exdeportista Juanma López Iturriaga explicaba que los youtubers se mudaban para evitar pagar impuestos. «Mi decisión de mudarme, como todo en la vida, tiene multitud de matices y contrastes, no es una decisión plana, sino fruto de una larga reflexión y de algo irrenunciable, mi propia libertad si la ejerzo cumpliendo la legalidad vigente» acabó manifestando el realizador de directos español.

## Apariciones en otros medios

### Televisión
En 2015 concedió su primera entrevista en televisión, en concreto para el programa español Al rincón de pensar de Antena 3, presentado por Risto Mejide. En esa entrevista se trataron dramas personales que le emocionaron visiblemente, lo que tuvo una gran repercusión en las redes sociales por ser la primera y única vez que habló de su vida privada en público.
En verano de 2016 y 2017, el youtuber participó en diversas campañas publicitarias que la bebida Fanta realizó en España.
En octubre de 2017, El Rubius anunció la producción de Virtual Hero, una serie de televisión de animación producida por el Estudio Motion Pictures de Barcelona y Estudio Jaruyi de Corea del Sur, junto a Movistar+ y Zeppelin TV, basada en su cómic Virtual Hero. La trama narra las aventuras de Rubius, que debe liberar a los cien mejores gamers de Trollmask, un enemigo vengativo, en un mundo virtual. La primera parte de la temporada 1 está disponible desde el 12 de octubre de 2018 en el servicio bajo demanda de Movistar+.
En octubre y noviembre de 2020, fue uno de los entrenadores en el concurso de talentos de videojuedia.
En mayo de 2023, Rubén participó en el concurso Mask Singer (adivina quién canta) de Antena 3.

### Cine
| Películas | Películas                | Películas | Películas                                                          |
| Año       | Título                   | Papel     | Notas                                                              |
| --------- | ------------------------ | --------- | ------------------------------------------------------------------ |
| 2014      | Torrente 5               | Cameo     | Como hincha celebrando un gol de Argentina en un partido de fútbol |
| 2019      | Padre no hay más que uno | Cameo     | Como ídolo de la hija mayor (Sara) del protagonista (Javier)       |
| 2022      | Uncharted                | Extra     | Aparece como extra al fondo de una escena                          |

Rubén también ha trabajado con Sony Pictures España en promociones de películas como: Pixels, The Interview, Angry Birds, Cazafantasmas y Men in Black: International, al lado de estrellas como Chris Hemsworth y Tessa Thompson. En octubre de 2021 anunció que formará parte de la película Uncharted, publicando una foto en redes sociales junto al actor Tom Holland.

### Videojuegos

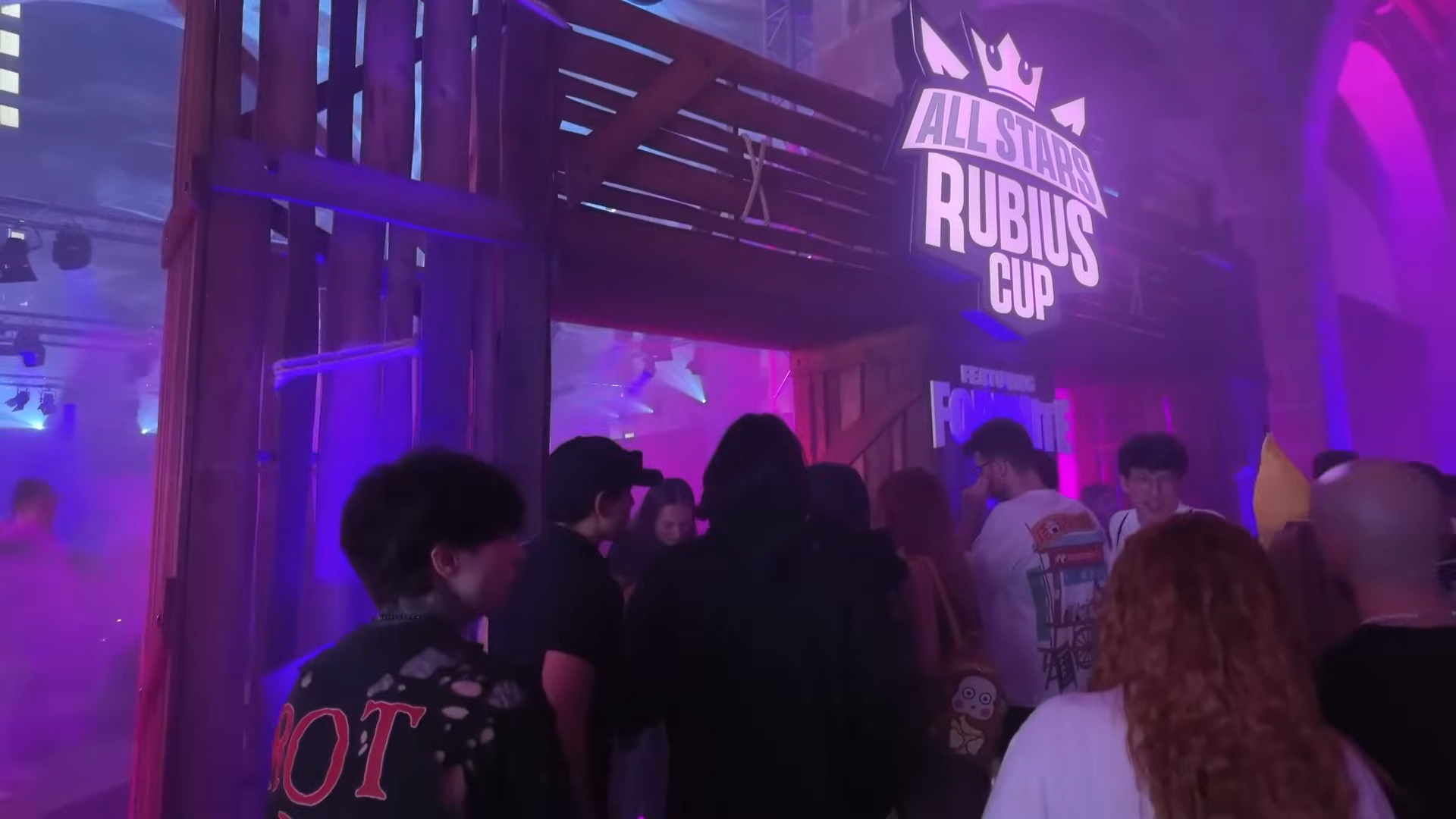
Torneo All Stars Cup de Rubius en Fortnite.

El Rubius ha realizado además algunas apariciones dentro de la industria de los videojuegos. En 2014, Rubén prestó su voz para uno de los NPC del videojuego exclusivo de Xbox One Sunset Overdrive. En 2016, la empresa HeYou Games lanzó el videojueo YouTurbo para iOS y Android, en donde Rubius es un personaje jugable junto con otros youtubers como Willyrex, TheGrefg, DaniRep, iTownGamePlay, y más.
Rubius se encuentra entre los personajes jugables del videojuego Watch Dogs: Legion desarrollado por Ubisoft, el cual se lanzó el 29 de octubre de 2020. Rubén también participó en noviembre de ese mismo año en otra promoción con Sony para anunciar su nueva videoconsola de novena generación, la Playstation 5, junto con otros youtubers y otras personas populares como Josep Pedrerol, Michelle Jenner, Santiago Segura, Joaquín Reyes, David Broncano, Koke, Carolina Marín, Amaya Valdemoro, Marc Gasol, etc.
El 15 de septiembre de 2024 Rubén presentó su propia skin para el videojuego battle royale Fortnite de Epic Games, disponible el 26 de septiembre del mismo año. Posteriormente en octubre de 2024 celebró el torneo All Stars Cup de Rubius en Fortnite con la presencia de 100 influencers y streamers.

## Publicaciones
- — (2014). El libro troll. Temas de Hoy; Grupo Planeta. ISBN 8499983197. OCLC 896862008.
- — (2015). El Rubius: Virtual Hero. Temas de Hoy; Grupo Planeta. ISBN 8499985009. OCLC 1089194851.
- — (2016). Virtual Hero 2: La Torre Imposible. Temas de Hoy; Grupo Planeta. ISBN 6070734505. OCLC 1007369591.
- — (2017). Virtual hero III: la máscara del troll. Temas de Hoy; Grupo Planeta. ISBN 6070740637. OCLC 1084275272.

En 2014, publicó El libro troll, un libro interactivo con retos que los lectores deben completar. La obra, que en sus primeras seis semanas en las librerías vendió 40 300 ejemplares y fue el número uno en ventas en España durante ocho semanas, se convirtió en un gran éxito de ventas de la Feria del Libro de Madrid de ese año.
En septiembre de 2015, la editorial Planeta publicó su primer cómic, El Rubius: Virtual Hero. En él, el propio Rubius se adentra en el mundo de la realidad virtual, donde junto a algunos compañeros vive aventuras y se enfrenta a diversos obstáculos. En junio de 2016, publicó la segunda parte de este: Virtual Hero II: La torre imposible. El 4 de abril de 2017, salió a la venta el tercer y último cómic de la saga, titulado Virtual Hero III: La máscara del troll.